# آن دي غراف
آن دي غراف (بالإنجليزية: Anne de Graaf)‏ هي كاتِبة وكاتبة للأطفال أمريكية، ولدت في 1959 في سان فرانسيسكو في الولايات المتحدة.

## وصلات خارجية
- الموقع الرسمي